# Oreodera bituberculata
Oreodera bituberculata là một loài bọ cánh cứng trong họ Cerambycidae.